# Георгиев, Александр Васильевич
Александр Васильевич Георгиев (6 июня 1914, Ровное, Херсонская губерния — 9 апреля 1976, Барнаул) — советский партийный и государственный деятель, первый секретарь Алтайского краевого комитета КПСС.

## Биография
Родился 6 июня 1913 года в селе Ровное (ныне Новоукраинского района Кировоградской области, Украина) в крестьянской семье. Украинец.
Учился в школе, затем в Ореховском сельскохозяйственном техникуме, который окончил с отличием (1932 г.).
Трудовую деятельность начал в 1932 году в Алтайском крае. Работал агрономом производственного участка села Ракиты Михайловского района, затем участковым и старшим агрономом Степной МТС Михайловского района.
В 1938 году назначен главным агрономом Ключевского районного земельного отдела. Возглавляя агрономическую службу Ключевского района в годы Великой Отечественной войны, добился перевыполнения районом планов по выращиванию и сдаче зерновых государству. С мая 1943 года до сентября 1944 года был председателем Ключевского райисполкома.
Первый секретарь Алтайского крайкома партии Николай Ильич Беляев, ознакомившись с работой Георгиева, решил перевести перспективного работника в аппарат крайкома ВКП(б).
Узнав, что Георгиев ещё не вступил в партию, Беляев дал свою рекомендацию.
Георгиев заочно окончил Всесоюзный сельскохозяйственный институт при Тимирязевской академии в Москве. Однако в связи с невозможностью выезда в Москву из-за загруженности на работе, Главным управлением сельхозвузов Министерства высшего образования СССР было дано разрешение сдавать часть экзаменов и зачетов в Алтайском сельскохозяйственном институте (где в то время еще не было заочного отделения). В итоге в период с 1944 по 1948 гг. Георгиев изучил и сдал 33 из 40 учебных дисциплин, то есть большую часть всего курса, именно в АСХИ. Например, курс ботаники в АСХИ ему читал известный ученый Виктор Иванович Верещагин.
С 1957 по 1961 год — второй секретарь Алтайского крайкома КПСС.
18 марта 1961 года избран первым секретарем Алтайского крайкома КПСС. На этой должности находился до своей смерти (9 апреля 1976 года).
Член ЦК КПСС (31 октября 1961 — 9 апреля 1976 гг.).
Делегат XXI (внеочередного), XXII, XXIII, XXIV и XXV съездов КПСС. Депутат Верховного Совета СССР 6-9 созывов и депутат Верховного Совета РСФСР 5 созыва.

## Личные качества
Жена — Георгиева Клавдия Романовна (1916—2002) — школьная учительница. Отец троих дочерей (Галины, Нэлли и Валентины). Увлечением всей жизни было рисование. Несмотря на высокое положение главы семьи, Георгиевы жили достаточно скромно. Георгиев знал лично и мог назвать по имени-отчеству каждого из нескольких тысяч агрономов края. Интересовался культурой и спортом; дружил с фигуристкой Ириной Родниной, актрисой Нонной Мордюковой, певицей Майей Кристалинской, актёром Евгением Матвеевым, которых часто приглашал в край.

## Итоги деятельности
Возглавляя краевую партийную организацию, А. В. Георгиев внес большой вклад в развитие сельского хозяйства края. Именно в эти годы Алтай превратился в одну из крупнейших житниц страны. В 1972 году в Алтайском крае был собран рекордный урожай пшеницы, не превзойдённый и сегодня. В 1973 году в Барнауле был открыт Алтайский государственный университет.

## Память
В 1977 году именем А. В. Георгиева названа улица в Барнауле.